# Копетти, Энцо
Энцо Науэль Копетти (исп. Enzo Nahuel Copetti; род. 16 января 1996, Саэнс-Пенья, Чако) — аргентинский футболист, нападающий клуба «Росарио Сентраль».

## Клубная карьера
Копетти — воспитанник клуба «Атлетико Рафаэла». 8 апреля 2017 года в матче против «Уракана» он дебютировал в аргентинской Примере. По итогам сезона клуб вылетел из элиты, но игрок остался в команде. 16 сентября в матче против «Химнасии Хухуй» он дебютировал в Примере B. 30 ноября 2020 года в поединке против «Депортиво Риестра» Энцо забил свой первый гол за «Атлетико Рафаэла».
В начале 2021 года Копетти на правах аренды перешёл в «Расинг» из Авельянеды. 20 февраля в матче против «Альдосиви» он дебютировал за новую команду. В этом же поединке Энцо забил свой первый гол за «Расинг». По итогам сезона клуб выкупил трансфер игрока. 14 июля в матче Кубка Либертадорес против бразильского «Сан-Паулу» он забил гол.
11 января 2023 года Копетти перешёл в клуб MLS «Шарлотт», подписав контракт по правилу назначенного игрока до конца сезона 2025 с опцией продления на сезон 2026. В высшей лиге США он дебютировал 25 февраля в матче стартового тура сезона 2023 против «Нью-Инглэнд Революшн». 4 марта в матче против «Сент-Луис Сити» он забил свой первый гол в MLS.
16 мая 2024 года Копетти перешёл в «Росарио Сентраль».